# Ayako Takeda
La princesse Ayako Takeda (禮子女王, Ayako Joō), 4 juillet 1913 - 3 septembre 2003, est une petite-fille de l'empereur Meiji et de Sono Sachiko. Elle est la nièce de l'empereur Taishō et de son épouse l'impératrice Teimei, de la princesse Fusako Kitashirakawa et de son époux le prince Naruhisa Kitashirakawa, de la princesse Nobuko Asaka et son époux le prince Yasuhiko Asaka ainsi que de la princesse Toshiko Higashikuni et son époux le prince Naruhiko Higashikuni. Elle est fille de la princesse Masako Takeda et de son époux le prince Tsunehisa Takeda et la sœur du prince Tsuneyoshi Takeda
Elle épouse le comte Sano Tsunemitsu et a quatre enfants. 
Takeda meurt le 3 septembre 2003. Sa tombe se trouve au cimetière d'Aoyama et sur sa pierre tombale est gravé son nom chrétien, Maria (マリヤ).

## Source de la traduction
- (en) Cet article est partiellement ou en totalité issu de l’article de Wikipédia en anglais intitulé « Princess Ayako Takeda » (voir la liste des auteurs).